# 圣若热-杜伊瓦伊
圣若热-杜伊瓦伊是巴西巴拉那州的一个市镇。总面积315.088平方公里，总人口5406人，人口密度17.2人/平方公里。